# Alap szaporodási ráta
A járványtanban egy fertőzés alap szaporodási ráta  mérőszám azt jelenti, hogy átlagosan hány másodlagos esetet okoz egy tipikus egyedi fertőzött eset olyan populációban, amelynek nincs immunitása a betegségre, a fertőzés megállítására irányuló intézkedések hiányában. Jelölése: R0. Ez a mérőszám azért hasznos, mert segít meghatározni, hogy a fertőző betegség terjedni fog-e a populációban. Az alap szaporodási ráta elvének gyökerei Alfred Lotka, Ronald Ross és mások munkájához nyúlnak vissza, de a modern járványtanban először George MacDonald alkalmazta 1952-ben, aki a malária terjedésére készített populációs modelleket.
Amikor
R0 < 1
a fertőzés hosszútávon kihal (ha a fertőzés esélye állandó). De ha
R0 > 1
a fertőzés képes lesz terjedni a populációban. A magas R0 értékek a nagyobb járvány lehetőségére utalhatnak.
Általában minél nagyobb az R0 értéke, annál nehezebb megfékezni a járványt. Ugyanis az 1-1/R0 adja meg, hogy a populáció mekkora részét kell beoltani, hogy kialakuljon a populációs immunitás, és megelőzhető legyen a fertőzés terjedése. Az alap szaporodási rátát több tényező befolyásolja, pl. mennyi ideig fertőzőek a betegek, a kórokozó mennyire fertőző, és a populáción belül mennyi fogékony emberrel kerülnek kapcsolatba a betegek.

## Más felhasználások
Az R0-t az egyéni szaporodási siker mérésére is használják a populációökológiában, az evolúciós invázóelemzésben és az élettörténet-kutatásban. Az egy egyed által az egész élete során létrehozott utódok átlagos számát jelenti (ideális körülmények között).
Az egyszerű populációmodellekben az R0 kiszámítható, ha adott a halálozási ráta. Ebben az esetben a halálozási ráta reciproka (általában {\displaystyle 1/d}) megadja egy egyed átlagos élettartamát. Ha ezt megszorozzuk az egyedek időegység alatti átlagos utódszámával (a {\displaystyle b} "születési rátával"), akkor {\displaystyle R_{0}=b/d}. A bonyolultabb modellekben, amelyekben változó a növekedési ráta (pl. önkorlátozás vagy a táplálék denzitásától való függés miatt), a maximum növekedési rátával kell számolni.

## AzR0korlátai
Amikor matematikai modellekből, különösen ha közönséges differenciálegyenletekből indulunk ki, akkor gyakran azt nevezik R0-nak, ami valójában egyszerűen egy küszöb, nem pedig a másodlagos fertőzések átlagos száma. Sokféle módszerrel levezethetjük ezt a küszöböt a matematikai modellből, de csak néhány adja meg biztosan az R0 igazi értékét. Ez különösen akkor jelent gondot, ha vektorok is vannak a gazdák között, mint a malária esetében.
Ezek a küszöbök azt adják meg, hogy a betegség kihal-e (ha R0<1) vagy járvánnyá fejlődik (ha R0>1), de általában ezek alapján nem hasonlíthatjuk össze a különböző betegségeket. Tehát a fenti táblázat értékeit is óvatosan kell kezelnünk, főleg ha azok matematikai modellekből lettek kiszámítva.
Módszerek például a túlélési függvény, a Jacobi-mátrix legnagyobb sajátértékének átrendezése, a következő generáció-módszer, a belső növekedési rátából való kiszámítás, a járványtani egyensúly létezése, a fogékonyak száma az endémiás egyensúly állapotában, a fertőzők átlagéletkora  és a végső méretre felírt egyenlet. Ezek a módszerek általában nem értenek egyet, még akkor sem, ha ugyanabból a differenciálegyenlet rendszerből indulnak ki. Ráadásul valójában csak néhány számítja ki a másodlagos fertőzések átlagos számát. Mivel az R0 ritkán figyelhető meg a valóságban és általában matematikai modell útján számítják ki, ez komolyan korlátozza a használhatóságát.